# 1090년대
1090년대는 1090년부터 1099년까지를 가리킨다.